# Альцасу
Альцасу, Альсасуа (баск. Altsasu, ісп. Alsasua, офіційна назва Altsasu/Alsasua) — муніципалітет в Іспанії, у складі автономної спільноти Наварра. Населення — 7623 особи (2009).
Муніципалітет розташований на відстані близько 300 км на північний схід від Мадрида, 43 км на захід від Памплони.

## Демографія
Динаміка населення (INE ):

## Галерея зображень

Розташування муніципалітету
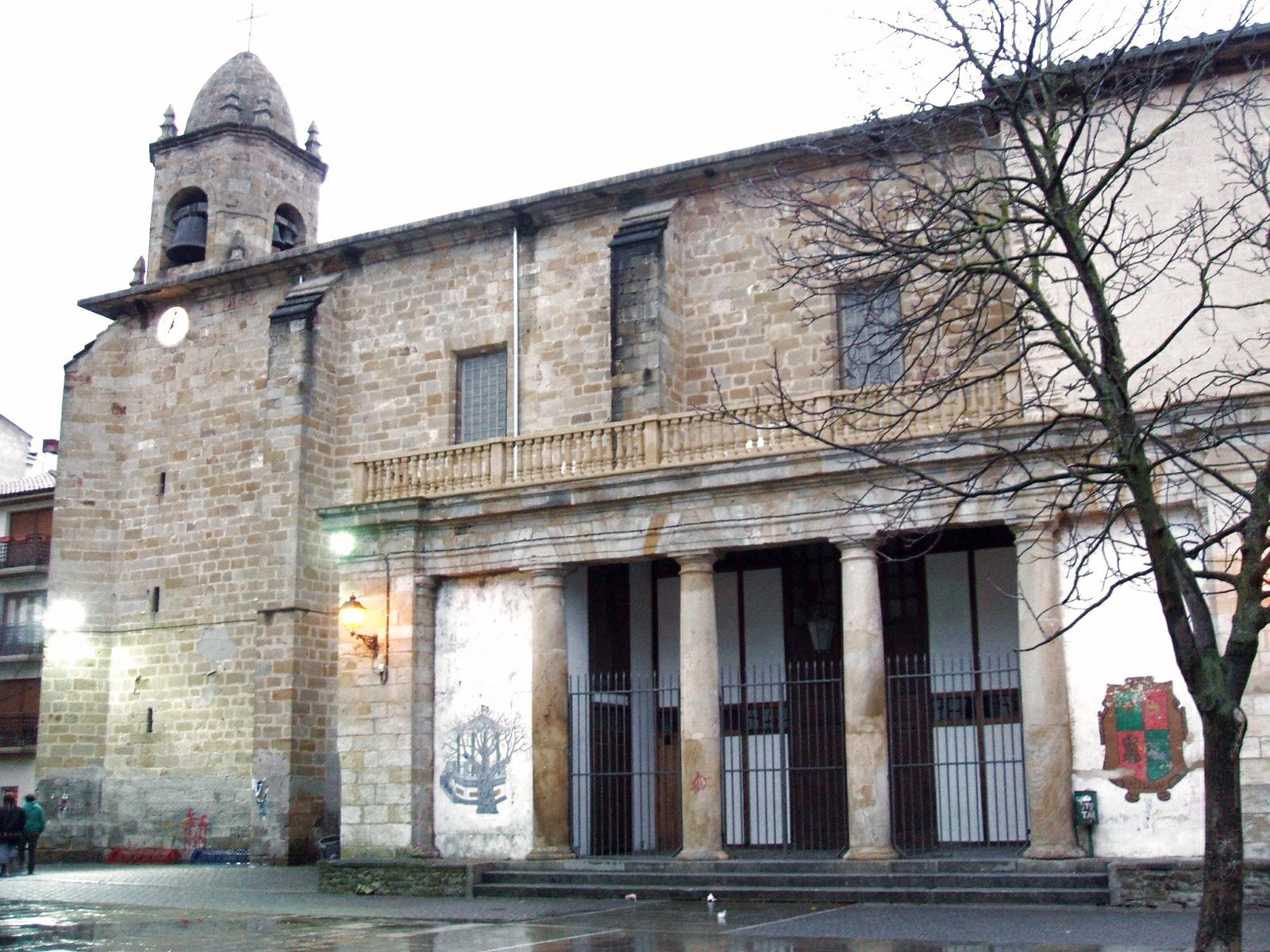
Парафіяльна церква Нуестра-Сеньйора-де-ла-Асунсьйон